# U.K. Subs
U.K. Subs — британская панк-группа, образованная в 1976 году (первоначально под названием The Subversives) в Лондоне, Англия, певцом и автором песен Чарли Харпером, который с тех пор остаётся её бессменным фронтменом. U.K. Subs, чьи релизы в начале 1980-х годов регулярно входили в первую десятку британских инди-чартов, стали важной частью первой и второй «волн» британского панк-рока.

## 1976—1982
Группа образовалась в 1976 году из остатков Marauders после того, как Чарли Харпер (наст. имя — Дэвид Чарльз Перес, англ. David Charles Perez), уже известный к тому времени на британской ритм-энд-блюз-сцене, пригласил в свой новый состав басиста Стива Слэка (англ. Steve Slack), гитариста Ричарда Андерсона (англ. Richard Anderson) и ударника Робби Харпера (англ. Robbie Harper). Вскоре Андерсона заменил Грег Браун (англ. Greg Brown), с которым Чарли на пару снимал квартиру, а за барабаны сел Стив Джонс. Затем пришёл Никки Гарретт (англ. Nikki Garrett): он дебютировал с группой в пабе Western Counties 15 октября 1977 года. В течение двух недель при его участии Харпер создал для группы практически новый репертуар («Telephone Numbers», «B.1.C», «Stranglehold», «Tomorrow’s Girls», «C.I.D.»).
С новым ударником Питом Дэвисом (англ. Pete Davies; до него в составе успели поиграть Рори Лайонс и Робби Бардок) группа развернула бурную концертную деятельность. 3 февраля 1978 года в лондонской Barry Studios были записаны «Stranglehold» и «Tomorrow’s Girls», позже выпущенные синглами. Джон Пил пришёл в восторг от концертных записей, сделанных U.K. Subs в клубе «Roxy» и провел с квартетом две студийных сессии.
Дебютный EP «C.I.D.», выпущенный на цветном виниле (в семи вариантах оформления), возглавил британские «независимые» списки и выдвинул квартет в авангард второй волны британского панк-рока, поставив его в один ряд с Sham 69 и Stiff Little Fingers. Первый альбом Another Kind Of Blues заставил критиков заговорить о «новых Clash».
Из второго альбома Brand New Age вышли ещё три хита: «Brand New Age», «Public Servant» и «Kicks», после чего в группу пришли басист Элвин Гиббс (экс-The Users, из Кройдона) и ударник Стив Робертс (экс-Cyanide, из Йорка). Третий альбом Crash Course уже через неделю после выпуска поднялся до 8-го места в UK Albums Chart и стал золотым, ознаменовав коммерческий пик в истории группы.
Первый тираж альбома вышел на пурпурном виниле с бесплатным приложением For Export Only, концертным EP, записанном в театре Lyceum 15 июля 1979 года. Еженедельник Sounds присудил альбому наивысшую оценку в 5 звёзд. Статьи о U.K. Subs появились не только в основных музыкальных изданиях, но и в подростковых журналах Jackie и Smash Hits — по-видимому, благодаря тому, что в детских телепрограммах «The Sooty» и «Sweep Show» прозвучала песня «Lady Esquire».
За выходом альбома Diminished Responsibility (с синглом «Party In Paris», #40 UK), выпущенным и во франкоязычной версии) последовали обширные европейские и британские гастроли. Группа, в частности, выступила в Варшаве на гигантском (по своим меркам) концерте перед 24 тысячами зрителей. Пластинка не удовлетворила участников группы качеством звучания, но поднялась до 18-го места в Британии, удостоившись пяти «звёзд» в Record Mirror и четырёх — в Sounds. Разгром группе, как ни странно, учинил лишь еженедельник New Musical Express, считавшийся союзником панк-движения.
Endangered Species оказался тяжелее и сложнее предшественников, но в отличие от них в Top 40 не вошёл. После выхода сингла «Keep On Running ('til you burn)» (на синем виниле, #41), лейбл GEM Records обанкротился, вложив все деньги в раскрутку (провалившейся в конечном итоге) песни для Евровидения. Группа некоторое время самостоятельно управляла своими делами, а потом подписала контракт с NEMS Records. Новый сингл «Countdown» (один из немногих выпущенных на обычном виниле) успеха не имел. 1981 год все же закончился на высокой ноте: группа (без контракта, агентства и менеджмента) выступила в числе хедлайнеров на панк-фестивале Christmas On Earth в Лидсе — вместе с The Damned и The Exploited.
В 1982 году проблемы с алкоголизмом у Стива Робертса стали очевидны, и он вынужден был уйти, уступив место Мэлу Эслингу (англ. Mal Asling, экс-Chelsea). В новом составе группа вылетела в США и с Anti-Nowhere League провела турне, выступив в сравнительно больших залах. Тем временем в Англии лейбл Abstract Records приобрел лицензию на лучшие вещи группы и выпустил их сборником UK Subs: Recorded 1978 — 81.
С 21 февраля по 5 марта 1983 года группа дала всего 13 концертов в Польше вместе с польской рок-группой Republika. Вернувшись в Англию с европейских гастролей 6 марта, U.K. Subs объявили о распаде. Причин было несколько: отсутствие контракта, усталость Гарретта, которому надоело исполнять одни и те же песни, обилие новых панк-групп, которые оттеснили Subs в тень… Впрочем, длилось это недолго и очень скоро самый первый состав UK Subs собрался вновь и как ни в чём ни бывало отправился на гастроли.

## 1983—1991
23 марта 1983 года под названием The Original UK Subs группа (Стив Слэк, Кэптен Скарлет, Стив Джонс, Чарли Харпер) сыграла в клубе Greyhound (Фулем), после чего, работая над новым материалом, провела турне по США с Bad Brains. Оно завершилось в лондонском «Лицеуме» на фестивале Punk & Disorderly, где 5 июня U.K. Subs выступили хедлайнерами.
В августе группа начала (и в ноябре завершила) работу над новым альбомом Flood of Lies, параллельно гастролируя по Европе. Выпущенная синглом песня «Another Typical City» была написана Харпером за год до этого в Орландо, Флориде. Ноябрьский концерт в ретфордском Porterhouse позже был выпущен на видео и перевыпущен на DVD под названием «Live at the Retford Porterhouse». Осенью 1983 года «Police State», одна из самых известных песен раннего репертуара группы, была включена в третий выпуск альбомной хит-серии Punk & Disorderly (на Anagram Records).
Перед началом американского тура с The Exploited вновь произошли перемены в составе U.K. Subs: бас-гитаристом стал Тезз Робертс (англ. Tezz Roberts, экс-Discharge), а Пит Дэвис вернулся за барабаны. Фрагменты этой поездки (самой успешной в истории группы) документированы на сборнике Flipside Compilation No: 5 (сюда вошли «Stranglehold», «Crash Course» и «Disease» — наряду с материалом Bad Religion, TSOL, Subhumans и Conflict).
В мае Стив Робертс вернулся в состав, но пробыл здесь недолго, вновь оставив место ударника вакантным. В июне вышел альбом Demonstration Tapes, за которым последовал EP Magic, записанный со Стивом Джонсом на ударных. Группа не уложилась в график из-за того, что Скарлет увлекся гитарными наложениями, так что на запись всех вокальных партий у Харпера осталось два часа. В результате альбом ремикшировали трижды, что обошлось группе в круглую сумму. Скарлет неожиданно исчез перед началом испанского турне с Chelsea и Anti-Nowhere League: его срочно заменил Тим Бритта (англ. Tim Britta), которому пришлось разучивать свои партии на борту парома по пути во Францию. Джон Армитидж сыграл на басу, а за ударными оказался Мэтью «Индюк» Бест (англ. Matthew 'Turkey' Best). По возвращении в Англию группа вновь призвала в свои ряды Тезза, а за ударные сел Рэб Фэй Бейт (англ. Rab Fae Beith, незадолго до этого ушедший из The Wall).
11 января 1985 года вышел альбом Gross Out USA, записанный в Чикаго на портативной аппаратуре, после чего U.K. Subs провели турне с The Exploited и 999 — в разгаре гастролей Джеймс Монкюр (англ. James Moncur) заменил Тезза, чьё поведение становилось всеё более странным. По возвращении в Лондон группа снялась в Кэмден-Пэлэсе для телесериала Live In London, заменив в последний момент Hanoi Rocks, и своё выступление позже выпустила на видео (под заголовком Gross Out UK). К этому времени Рэб (имевший связи в «Полидоре» образовал собственный записывающий лейбл RFB Recordings. Здесь был выпущен следующий альбом Huntington Beach, записанный с новым басистом Рики МакКвайром (англ. Ricky McQuire), известным также как Plonker Magoo. Результатом рождественского тура группы явился концертный альбом In Action, первые 5000 копий которого были выпущены на зелёном виниле.

## 1992 —
Весь 1992 год U.K. Subs провели в европейских гастролях: с Чарли Харпером играли Скотт Сноудон (гитара), Брайан Барнс (бас) и Пит Дэвис (ударные). Британские концерты были проведены в тандеме со Stiff Little Fingers. В Глазго один из участников аудитории, Алан Кемпбелл (англ. Alan Campbell) предложил себя на роль гитариста и с тех пор с небольшими перерывами появляется в составе группы. Осенние концерты в Европе группа дала вместе с 999.
Начало 1993 года также прошло в Европе; вернувшись с гастролей (и сыграв в частности в Загребе, где действовало военное положение) The UK Subs выпустили альбом Normal Service Resumed, записанный за неделю в марте. Летом группа провела турне в США с Johnny Bravo. Мэтт Маккой сыграл на ударных в составах обеих групп. После этого лейбл Get Back Recordings переиздал четыре первых альбома группы в формате двойного CD. На Dojo Records вышел CD с материалом двух альбомов: Endangered Species и Huntinton Beach. Компиляция 'The Best Of' под названием Scum Of The Earth вышла на лейбле Music Club Records.
Последующие два года группа провела в гастролях по США, Британии и Европе. В её состав рядом с Харпером появлялись Грегор Крамер и Джек Остойа (бас), Карл Моррис и Тезз (гитара), ударник Дэйв Айер (как и Остойа — участник Ten Bright Spikes, позже перешедший в Simian). В сентябре 1995 года компания Cherry Red Records выпустила Punk Singles Collection, за которым последовал Punk Can Take It, сборник лучших вещей последних лет. После выхода студийного альбома Occupied (1996), записанного Харпером, Дэвисом, Кемпбеллом и Барнсом — составом начала 90-х годов — группа выступила на фестивале в Моркамбе Holidays In The Sun (с The Buzzcocks, Anti-Nowhere League и Slaughter and the Dogs). В Британии тем временем вышли Peel Sessions: записи, сделанные в студиях Би-би-си в 1978-79 годах и сборник Self Destruct: Punk Can Take It 2.
В 1997 году группа (Харпер, Гиббс, Гарратт и Айер) в своем алфавитном эксперименте добралась до букв Q и R (альбомы Quintessentials и Riot, которым сопутствовали три сингла на цветном виниле), а следующее турне провела с Anti-Flag в качестве разогревщиков. В июле The UK Subs во второй раз выступили на фестивале Holidays In The Sun в Моркамбе, после чего в состав вошли Энди Франти (бас) и Гэри Болд (ударные). Меняя гитаристов, группа провела евротур а 6 декабря выступила в лондонской «Астории» в большом панк-концерте, вместе с Angelic Upstarts, The Varukers и Ди Ди Рамоном.
1998 год Харпер, Франтик, Алан Кемпбелл и Болди начали концертами в Ирландии (документированными позже на CD Live In The Warzone). 27 марта Харпер появился в телепрограмме Never Mind The Buzzcocks, а в апреле записал в Швеции новый альбом со своей группой Urban Dogs. За выходом Riot 98 EP последовали французские, испанские и британские гастроли, завершившиеся выступлением на фестивале Punk Aid в Кройдоне. К Рождеству альбом Punk Rock Rarities вышел на Captain Oi! Records: сюда вошли 27 треков группы, записанных за их 20-летнюю историю
В феврале 1999 года вышел сборник Sub Mission (с материалом 1982—1998 годов). Американское турне группа провела с новым барабанщиком: Гиззом «Ласло» Наварро (из группы Dead Lazlo's Place). Затем последовал американский коллективный тур The Social Chaos — в компании с британскими и американскими панк-группами: Chelsea, DRI, Vice Squad, The Business, Ganggreen. Затем Пампи (экс-Vice Squad) был официально объявлен новым барабанщиком UK Subs.
В 2001 году квартет выпустил Time Warp и вышел в 'Time Warp tour': гастроли, начавшиеся в Бельгии, завершились осенью в Бразилии и Аргентине. Место Пампи в составе занял Джейсон Уиллер (англ. Jason Willer из The Enemies). Американские концерты группа провела в связке с Eight Bucks Experience. В 2002 году Subs (в составе: Харпер, Уиллер, Кемпбелл и Саймон Рэнкин) выпустили новый альбом Universal. Никки Гарратт перебазировался из США в Германию. 23 февраля группа дала один концерт в Белграде. В апреле Чарли Харпер записал футбольный гимн E Is For England: запись (в которой участие принял также Алвин Гиббс) вышла под вывеской Charlie Harper and the Substitutes. 19 октября состоялась свадьба Чарли и Юко. Пять дней спустя группа в «классическом составе» (Алвин Гиббс — бас, Саймон Робертс — ударные, Никки Гарратт — гитара, Чарли Харпер — вокал) дала концерт в лондонском Marquee Club.
Последующие гастроли группа проводила в переменном составе: её участниками становились бас-гитаристка Клара (Zero Tolerance/Intensive Care) и барабанщик Брайан Барнс. Зато гастрольный партнёр практически не менялся: в этой роли окончательно закрепились The Vibrators.

## Альбомы
- Another Kind of Blues (1979)
- Brand New Age (1980)
- Crash Course (1980)
- Diminished Responsibility (1981)
- Endangered Species (1982)
- Flood of Lies (1983)
- Gross Out USA (1984)
- Huntington Beach (1985)
- In Action (1985)
- Japan Today (1987)
- Killing Time (1988)
- Mad Cow Fever (1991)
- Normal Service Resumed (1993)
- Occupied (1996)
- Peel Sessions 1978-79 (1997)
- Quintessentials (1997)
- Riot (1997)
- Stranglehold (2000)
- Time Warp (2000)
- Universal (2002)
- Violent State (2005)
- Work In Progress (2011)
- XXIV (2013)
- Yellow Leader (2015)